# 雅罗斯拉夫·斯维亚托波尔科维奇
雅罗斯拉夫·斯维亚托波尔科维奇 （Ярослав Святополкович，？—1123年）古俄罗斯王公，弗拉基米尔-沃伦斯基公爵（1100年—1118年在位）。
雅罗斯拉夫·斯维亚托波尔科维奇是基辅大公斯维亚托波尔克·伊贾斯拉维奇之子，母亲是拜占庭公主巴巴拉·阿历克塞耶芙娜。他于1100年从父亲手中获得沃伦领地。大约在1112年，他又继承了多罗戈布日。
据编年史记载，雅罗斯拉夫·斯维亚托波尔科维奇与其妻子的争执导致了其妻之祖父弗拉基米尔·莫诺马赫的干涉。1118年莫诺马赫带兵驱逐了雅罗斯拉夫，迫使他逃亡到波兰，后来又逃到匈牙利。弗拉基米尔-沃伦斯基公国被莫诺马赫给予其幼子安德烈·弗拉基米罗维奇。
1123年雅罗斯拉夫·斯维亚托波尔科维奇在波兰人和匈牙利人支持下回到弗拉基米尔-沃伦斯基，试图夺回领地。但是他在围城战的过程中去世。安德烈·弗拉基米罗维奇成功地劝说波、匈两国撤军，保住了沃伦。

## 家庭
- 妻子：基辅大公姆斯季斯拉夫一世·弗拉基米罗维奇之女，名字失传，1112年结婚

| 前任： 姆斯季斯拉夫·斯维亚托波尔科维奇 | 弗拉基米尔-沃伦斯基王公 | 继任： 罗曼·弗拉基米罗维奇 |